# 걸러빈 보에프스키
걸러빈 페포프 보에프스키(불가리아어: Гълъбин Пепов Боевски, 1974년 12월 19일~)는 불가리아의 역도 선수이다. 2000년 하계 올림픽 남자 라이트급에서 금메달을 획득했다.

## 선수 경력
플레벤주 크네자에서 태어난 보에프스키는 게오르기 벤코프스키 체육 학교를 졸업했으며, 스테프초 말코단스키에게 역도를 배웠다. 1993년에 청소년 국가대표로 발탁되어 그 해 9월에 스페인 발렌시아에서 열린 1993년 유럽 주니어 선수권 대회에서 6위에 올랐다. 
1999년 11월에 그리스 아테네에서 열린 1999년 세계 선수권 대회 라이트급 부문에서 세계 신기록을 세우며 그리스의 요르고스 젤릴리스와 발레리오스 레오니디스를 꺾고 우승을 차지했다. 이듬해인 2000년 9월에는 오스트레일리아 시드니에서 열린 2000년 하계 올림픽에 참가하여 라이트급에서 대표팀 동료인 게오르기 마르코프와 벨라루스의 샤르헤이 라우레나우를 꺾고 금메달을 획득했다.
2001년 11월에는 튀르키예 안탈리아에서 열린 2001년 세계 선수권 대회에서 그리스의 젤릴리스와 튀르키예의 레이한 아라바즈올루를 누르고 두번째로 세계 선수권 대회를 우승했다. 이후 2004년에 도핑 검사에서 약물 양성 반응을 보이면서 국제 역도 연맹에 의해 선수 자격정지 8년 처분을 받으면서 은퇴했다.